# Härmlärka
Härmlärka (Mirafra cheniana) är en fågel i familjen lärkor inom ordningen tättingar.

## Utseende och läte
Härmlärkan är en liten och kompakt lärka med en liten näbb. På huvudet syns en distinkt ansiktsteckning med ett tydligt ögonbrynsstreck. Ovansidan är streckad med roströd vingpanel. Det lätt streckade beigefärgade bröstet skiljer vit strupe från gräddbeige buk. Liknande monoton lärka är större, med renare ansikte, mindre tydligt ögonbrynsstreck och avvikande sång.
Sången består av melodiska visslingar och drillar, men även sträva toner, formade till serier eller upprepade fraser och inkorporerande en fenomenal repertoar av härmingar från andra fågelläten.

## Utbredning och systematik
Fågelns utbredningsområde sträcker sig från Botswana till Zimbabwe och inre nordöstra Sydafrika. Den behandlas som monotypisk, det vill säga att den inte delas in i några underarter.

### Släktskap och släktestillhörighet
Genetiska studier från 2023 visar att härmlärkan är systerart till vitstjärtad lärka. På lite längre håll är den även släkt med drillärka, monoton lärka, kordofanlärka, lavalärka och troligen vissellärka. Samma studier visar även att släktet Mirafra kan delas upp i fyra klader som är förhållandevis gamla, äldre än flera andra släkten i familjen. Författarna rekommenderar därför att Mirafra delas upp i flera släkten, där härmlärka med släktingar behålls i Mirafra i begränsad mening. Internationella taxonomiska auktoriteter som IOC och Clements m.fl. har ännu inte gjort denna uppdelning, varför status quo än så länge behålls här.

## Levnadssätt
Härmlärkan hittas i frodiga men kortvuxna gräsmarker med endast högst 50 cm högt gräs och gärna med öppna ytor mellan tuvorna. Mellan september och mars levererar hanen sången i en mycket utdragen spelflykt som kan pågå i 30 till 40 minuter. Då hänger den helt still i luften innan den faller till en ny hängande postion.

## Status
Fågeln har tidigare kategoriserats som nära hotad, men sedan 2017 anser internationella naturvårdsunionen IUCN att artens population är livskraftig. Beståndet tros vara i minskande. Arten är känslig för överbetning och har försvunnit från kraftig betade områden i Norra Kapprovinsen och i KwaZulu-Natal vid Matatiele, där den var vanligen i början av 1900-talet. Jordbruk och industrialisering har också omvandlat stora delar av dess föredragna gräsmarksmiljöer. Vissa miljöer i Zimbabwe har också förlorats till följd av igenväxning. Beståndet har inte uppskattats.